# Барона, Нейдер
Нейдер Барона Солис (англ. Neider Barona Solis; род. 11 июля 1997 года, Флорида, Колумбия) — колумбийский футболист, нападающий клуба «Ла Экидад».

## Клубная карьера
Барона — воспитанник клуба «Ла Экидад». 26 мая 2016 года в матче против «Атлетико Насьональ» он дебютировал в Кубке Мустанга. 16 сентября 2017 года в поединке против «Кортулуа» Нейдер забил свой первый гол за «Ла Экидад».